# Sweet Lui-Louise
Sweet Lui-Louise is een nummer van de Canadese rockband Ironhorse uit 1979. Het is de tweede single van hun titelloze debuutalbum.
"Sweet Lui-Louise" leverde Ironhorse een bescheiden hit op in thuisland Canada, waar het de 26e positie bereikte. Ook in de Verenigde Staten werd de plaat een klein hitje. In Europa kende het nummer het meeste succes in het Nederlandse taalgebied; met een 23e positie in de Nederlandse Top 40, Alarmschijf en een 16e positie in de Vlaamse Radio 2 Top 30.